# Mahamadou Cissé (réalisateur)
Pour les articles homonymes, voir Cissé et Mahamadou Cissé.
Mahamadou Cissé (parfois surnommé Mamo Cissé), né en 1951 à Kayes, et mort le 9 septembre 2016 à Bamako, est un cinéaste malien. Il est réalisateur, scénariste et parfois producteur

## Filmographie
- 1989 : Falato (réalisation, scénario)
- 1993 : Yelema (réalisation, scénario)
- 1994 : Diallabougou massa (court métrage télévisé ; réalisation, production)
- 1993 : Lala ni Binefou (court métrage télévisé)
- 1997 : Yelema II (réalisation, scénario)
- 2005 : Yelema III (téléfilm ; réalisation, scénario)